# الحبشة
الحبشة هي منطقة تاريخية تقع في القرن الإفريقي، وبالضبط في شمال إثيوبيا الحالية، وشرق السودان وجنوب إرتريا.
وقد سكنها الحبش وهم أجداد سكان الحبشة الحاليين (الأمهريون، التيجريون). يشير كتاب الطواف حول البحر الإرتري أيضًا إلى وجود علاقة قوية مع «بلاد اللبان والبخور» منطقة المهرة في اليمن والتي ستتميز بالقصة المشتركة لملكة سبأ بلقيس.
وفقًا لكتاب الطواف حول البحر الإرتري، كان للحَبَش وسكان بلاد بربرة [الإنجليزية] (أسلاف الصوماليين الحاليين) تبادلات تجارية، من خلال مدنهم الساحلية مثل أُبوني [الإنجليزية]، التي تربط الإمبراطورية البيزنطية بغرب الهند وإفريقيا شرقًا عبر مصر وجزيرة العرب قبل الإسلام. في عام 530، وقعت الحبشة معاهدة تجارية مع سفير الإمبراطورية البيزنطية الذي يمثل الإمبراطور جستنيان الأول.
أصبحت الحبشة لاحقًا مرتبطة بالإمبراطورية الإثيوبية، ويطلق سكانها على أنفسهم اسم الحَبَش.